# Saint-Germain-de-Fresney

Saint-Germain-de-Fresney este o comună în departamentul Eure, Franța. În 1 ianuarie 2022 avea o populație de 195 de locuitori.